# Alice Nielsen
Alice Nielsen (Nashville, 7 giugno 1872 – New York, 8 marzo 1943) è stata un soprano e attrice teatrale statunitense.

## Biografia
Figlia del cantante danese Ramus e della musicista irlandese Sara Kilroy, nacque in Tennessee nel 1872 e crebbe tra il Missouri e il Kansas. Nel 1896 arrivò a New York, dove perfezionò gli studi canori con Frederick Bristol e Sarah Robinson-Duff. Prima della fine del secolo si era affermata come una delle maggiori stelle dell'operetta e del musical, ottenendo un grande successo nella Serenade di Victor Herbert. Fondò anche una propria compagnia, l'Alice Nielsen Opera Company, con cui si esibì negli Stati Uniti e a Londra nel 1901. Nel 1902 lasciò il teatro musicale leggero per dedicarsi all'opera, studiando con Enrico Bevignani a Roma.
Nel 1904 esordì al Covent Garden come Zerlina nel Don Giovanni, tornandovi poi come Mimì accanto al Rodolfo di Enrico Caruso, Gilda accanto al Rigoletto di Victor Maurel e nei ruoli di Susanna e Micaëla. Di ritorno negli Stati Uniti, esordì al Metropolitan nel 1910 come Norina nel Don Pasquale, tornandovi a cantare regolarmente fino alla stagione 1915/1916 come Gilda, Lady Harriet, Mimì, Nedda e Rosina. Tra il 1909 e il 1914 fu la primadonna della Boston Opera Company, con cui esordì ne La Gioconda. Dopo un breve ritorno a Broadway nel 1917, proseguì con l'attività discografica (intrapresa nel 1898) fino al 1928, incidendo una settantina di canzoni con Victor e Columbia.
Morì nel 1943 all'età di settant'anni.